# 4498 Shinkoyama
4498 Shinkoyama (1989 AG1) là một tiểu hành tinh vành đai chính được phát hiện ngày 5 tháng 1 năm 1989 bởi Tsutomu Seki ở Geisei.